# Melodifestivalen 2017
Melodifestivalen 2017 – 56. edycja festiwalu, będącego szwedzkimi eliminacjami do 62. Konkursu Piosenki Eurowizji. Półfinały odbyły się kolejno: 4, 11, 18 i 25 lutego, koncert drugiej szansy – 4 marca, a finał – 11 marca. Podczas rund półfinałowych o wynikach decydowali telewidzowie za pomocą głosowania telefonicznego, natomiast reprezentanta wybrali wraz z międzynarodową komisją jurorską.
Selekcje wygrał Robin Bengtsson z utworem „I Can’t Go On”, zdobywając w sumie 146 punktów w finale eliminacji.

## Format
Dwudziestu ośmiu uczestników podzielono na cztery siedmioosobowe półfinały. Z każdego półfinału dwójka najlepszych uczestników otrzyma automatyczny awans do finału. Laureaci trzeciego oraz czwartego miejsca półfinałów zakwalifikowani zostali do etapu drugiej szansy, z którego kolejna czwórka awansowała do wielkiego finału.

### Harmonogram
Tradycyjnie każdy etap odbywał się w innym szwedzkim mieście, a finał został zorganizowany w Friends Arena w Solnie na północ od centrum Sztokholmu.
| Data      | Miasto     | Miejsce                | Etap                         |
| --------- | ---------- | ---------------------- | ---------------------------- |
| 4 lutego  | Göteborg   | Scandinavium           | Półfinał 1                   |
| 11 lutego | Malmö      | Malmö Arena            | Półfinał 2                   |
| 18 lutego | Växjö      | Vida Arena             | Półfinał 3                   |
| 25 lutego | Skellefteå | Skellefteå Kraft Arena | Półfinał 4                   |
| 4 marca   | Linköping  | Saab Arena             | Druga szansa (Andra chansen) |
| 11 marca  | Sztokholm  | Friends Arena          | Finał                        |

## Półfinały

### Półfinał 1
Pierwszy półfinał odbył się 4 lutego 2017 w Scandinavium w Göteborgu. Podczas koncertu telewidzowie oddali łącznie 5,706,113 głosów.
| L.p. | Artysta            | Piosenka         | Autorzy                                                                                               | Liczba głosów | Liczba głosów | Liczba głosów | Miejsce | Rezultat     |
| L.p. | Artysta            | Piosenka         | Autorzy                                                                                               | Runda 1       | Runda 2       | Razem         | Miejsce | Rezultat     |
| ---- | ------------------ | ---------------- | --- | ------------- | ------------- | ------------- | ------- | ------------ |
| 1    | Boris René         | „Her Kiss”       | Tim Larsson, Tobias Lundgren                                                                          | 895,618       | 89,512        | 985,130       | 3       | Druga szansa |
| 2    | Adrijana           | „Amare”          | Adrijana Krasniqi, Martin Tjärnberg                                                                   | 407,097       | —             | 407,097       | 6       | Odpadła      |
| 3    | Dinah Nah          | „One More Night” | Thomas G:son, Jimmy Jansson, Dinah Nah, Dr. Alban                                                     | 693,220       | 42,010        | 735,230       | 5       | Odpadła      |
| 4    | De Vet Du          | „Road Trip”      | Johan Gunterberg, Christopher Martland                                                                | 870,399       | 48,384        | 918,738       | 4       | Druga szansa |
| 5    | Charlotte Perrelli | "Mitt liv"       | Charlotte Perrelli, Lars Hägglund                                                                     | 399,536       | —             | 399,536       | 7       | Odpadła      |
| 6    | Ace Wilder         | „Wild Child”     | Peter Boström, Thomas G:son, Ace Wilder                                                               | 981,435       | 84,811        | 1,066,246     | 2       | Finał        |
| 7    | Nano               | „Hold On”        | Nano Omar, Gino Yonan, Ayak, Carl Rydén, Christoffer Belaieff, Rikard de Bruin, David Francis Jackson | 1,056,413     | 122,263       | 1,178,676     | 1       | Finał        |

Legenda:
     Uczestnicy, którzy awansowali do finału
     Uczestnicy, którzy trafili do drugiej szansy

### Półfinał 2
Drugi półfinał odbył się 11 lutego 2017 w Malmö Arena w Malmö. Podczas koncertu telewidzowie oddali łącznie 5,395,695 głosów.
| L.p. | Artysta           | Piosenka           | Autorzy                                                                       | Liczba głosów | Liczba głosów | Liczba głosów | Miejsce | Rezultat     |
| L.p. | Artysta           | Piosenka           | Autorzy                                                                       | Runda 1       | Runda 2       | Razem         | Miejsce | Rezultat     |
| ---- | ----------------- | ------------------ | ----------------------------------------------------------------------------- | ------------- | ------------- | ------------- | ------- | ------------ |
| 1    | Mariette          | „A Million Years”  | Thomas G:son, Johanna Jansson, Peter Boström, Mariette Hansson, Jenny Hansson | 997,489       | 93,211        | 1,090,700     | 1       | Finał        |
| 2    | Roger Pontare     | "Himmel och hav"   | Thomas G:son, Alexzandra Wickman                                              | 681,661       | 61,404        | 743,065       | 5       | Odpadł       |
| 3    | Etzia             | "Up"               | Johnny Sanchez, Hanif Sabzevari, Simon Gribbe, Erica Haylett                  | 363,025       | —             | 363,025       | 6       | Odpadła      |
| 4    | Allyawan          | "Vart har du vart" | Masse Salazar, Samuel Nazari                                                  | 346,299       | —             | 346,299       | 7       | Odpadł       |
| 5    | Dismissed         | "Hearts Align"     | Ola Salo, Peter Kvint                                                         | 668,878       | 76,880        | 745,758       | 4       | Druga szansa |
| 6    | Lisa Ajax         | „I Don’t Give A”   | Ola Svensson, Linnea Deb, Joy Deb, Anton Hård af Segerstad                    | 969,355       | 67,178        | 1,036,533     | 3       | Druga szansa |
| 7    | Benjamin Ingrosso | „Good Lovin’”      | Benjamin Ingrosso, Louis Schoorl, Matt Pardon, MAG                            | 966,140       | 93,588        | 1,059,728     | 2       | Finał        |

Legenda:
     Uczestnicy, którzy awansowali do finału
     Uczestnicy, którzy trafili do drugiej szansy

### Półfinał 3
Trzeci półfinał odbył się 18 lutego 2017 w Vida Arena w Växjö, koncert poprowadzili Gina Dirawi i Henrik Schyffert. Podczas koncertu telewidzowie oddali łącznie 5,756,071 głosów.
| L.p. | Artysta          | Piosenka                | Autorzy                                                                     | Liczba głosów | Liczba głosów | Liczba głosów | Miejsce | Rezultat     |
| L.p. | Artysta          | Piosenka                | Autorzy                                                                     | Runda 1       | Runda 2       | Razem         | Miejsce | Rezultat     |
| ---- | ---------------- | ----------------------- | --------------------------------------------------------------------------- | ------------- | ------------- | ------------- | ------- | ------------ |
| 1    | Robin Bengtsson  | „I Can’t Go On”         | David Kreuger, Hamed „K-One” Pirouzpanah, Robin Stjernberg                  | 945,977       | 85,502        | 1,031,479     | 1       | Finał        |
| 2    | Krista Siegfrids | "Snurra min jord"       | Krista Siegfrids, Gustaf Svenungsson, Magnus Wallin, Gabriel Alares         | 407,769       | —             | 407,769       | 7       | Odpadła      |
| 3    | Anton Hagman     | „Kiss You Goodbye”      | Christian Fast, Tim Schou, Henrik Nordenback                                | 811,844       | 68,796        | 880,640       | 4       | Druga szansa |
| 4    | Jasmine Kara     | „Gravity”               | Anderz Wrethov, Jasmine Kara                                                | 672,565       | —             | 672,565       | 6       | Odpadła      |
| 5    | Owe Thörnqvist   | „Boogieman Blues”       | Owe Thörnqvist                                                              | 803,452       | 158,074       | 961,526       | 2       | Finał        |
| 6    | Bella & Filippa  | „Crucified”             | Peter Hägerås, Mats Frisell, Jakob Stadell, Filippa Frisell, Isabella Snihs | 783,759       | 83,582        | 867,341       | 5       | Odpadli      |
| 7    | FO&O             | „Gotta Thing About You” | Robert „Mutt” Lange, Tony Nilsson                                           | 825,454       | 87,576        | 913,030       | 3       | Druga szansa |

Legenda:
     Uczestnicy, którzy awansowali do finału
     Uczestnicy, którzy trafili do drugiej szansy

### Półfinał 4
Czwarty półfinał odbył się 25 lutego 2017 w Skellefteå Kraft Arena w Skellefteå. Podczas koncertu telewidzowie oddali łącznie 4,951,648 głosów.
| L.p. | Artysta                           | Piosenka                                                  | Autorzy                                                                                            | Liczba głosów | Liczba głosów | Liczba głosów | Miejsce | Rezultat     |
| L.p. | Artysta                           | Piosenka                                                  | Autorzy                                                                                            | Runda 1       | Runda 2       | Razem         | Miejsce | Rezultat     |
| ---- | --------------------------------- | --------------------------------------------------------- | -------------------------------------------------------------------------------------------------- | ------------- | ------------- | ------------- | ------- | ------------ |
| 1    | Jon Henrik Fjällgren feat. Aninia | „En värld full av strider (Eatneme gusnie jeenh dåaroeh)” | Jon Henrik Fjällgren, Sara Biglert, Christian Schneider, Andreas Hedlund                           | 815,030       | 101,324       | 916,354       | 2       | Finał        |
| 2    | Alice                             | „Running with Lions”                                      | Anderz Wrethov, Andreas „Stone” Johansson, Denniz Jamm, Alice Svensson                             | 673,153       | 49,243        | 722,396       | 5       | Odpadła      |
| 3    | Les Gordons                       | "Bound to Fall"                                           | Jonatan Renström, Albert Björliden, Andreas Persson, Carl Ragnemyr, David Runebjörk, Jimmy Jansson | 400,845       | —             | 400,845       | 6       | Odpadli      |
| 4    | Wiktoria                          | „As I Lay Me Down”                                        | Justin Forrest, Jonas Wallin, Lauren Dyson                                                         | 987,935       | 84,445        | 1,072,380     | 1       | Finał        |
| 5    | Axel Schylström                   | „När ingen ser”                                           | Behshad Ashnai, Axel Schylström, David Strääf                                                      | 671,044       | 59,683        | 730,727       | 4       | Druga szansa |
| 6    | Sara Varga i Juha Mulari          | "Du får inte ändra på mig"                                | Sara Varga, Lars Hägglund                                                                          | 219,558       | —             | 219,558       | 7       | Odpadli      |
| 7    | Loreen                            | „Statements”                                              | Loren Talhaoui, Anton Hård af Segerstad, Joy Deb, Linnea Deb                                       | 768,421       | 104,230       | 872,651       | 3       | Druga szansa |

Legenda:
     Uczestnicy, którzy awansowali do finału
     Uczestnicy, którzy trafili do drugiej szansy

## Druga szansa
Koncert drugiej szansy odbył się 4 marca 2017 w Saab Arena w Linköping. Podczas koncertu telewidzowie oddali łącznie 7,223,709 głosów.
| Duet | L.p.            | Artysta                 | Piosenka  | Liczba głosów | Rezultat |
| ---- | --------------- | ----------------------- | --------- | ------------- | -------- |
| I    |                 |                         |           |               |          |
| 1    | FO&O            | „Gotta Thing About You” | 970,831   | Finał         |          |
| 2    | De Vet Du       | „Road Trip”             | 860,182   | Odpadli       |          |
| II   |                 |                         |           |               |          |
| 1    | Axel Schylström | „När ingen ser”         | 926,610   | Odpadł        |          |
| 2    | Lisa Ajax       | „I Don't Give A”        | 932,362   | Finał         |          |
| III  |                 |                         |           |               |          |
| 1    | Boris René      | „Her Kiss”              | 1,061,289 | Finał         |          |
| 2    | Dismissed       | „Hearts Align”          | 607,015   | Odpadli       |          |
| IV   |                 |                         |           |               |          |
| 1    | Anton Hagman    | „Kiss You Goodbye”      | 975,547   | Finał         |          |
| 2    | Loreen          | „Statements”            | 889,873   | Odpadła       |          |

Legenda:
     Uczestnicy, którzy awansowali do finału

## Finał
Finał odbył się 11 marca 2017 w Friends Arena w Solnie w Sztokholmie.
| L.p. | Artysta                           | Piosenka                                                  | Jurorzy | Widzowie      | Widzowie | Widzowie | Razem | Miejsce |
| L.p. | Artysta                           | Piosenka                                                  | Jurorzy | Liczba głosów | Procent  | Punkty   | Razem | Miejsce |
| ---- | --------------------------------- | --------------------------------------------------------- | ------- | ------------- | -------- | -------- | ----- | ------- |
| 1    | Ace Wilder                        | „Wild Child”                                              | 35      | 920,421       | 6,8%     | 32       | 67    | 7       |
| 2    | Boris René                        | „Her Kiss”                                                | 35      | 904,646       | 6,7%     | 31       | 66    | 8       |
| 3    | Lisa Ajax                         | „I Don’t Give A”                                          | 16      | 847,353       | 6,2%     | 30       | 46    | 9       |
| 4    | Robin Bengtsson                   | „I Can’t Go On”                                           | 96      | 1,435,963     | 10,6%    | 50       | 146   | 1       |
| 5    | Jon Henrik Fjällgren feat. Aninia | „En värld full av strider (Eatneme gusnie jeenh dåaroeh)” | 56      | 1,395,012     | 10,3%    | 49       | 105   | 3       |
| 6    | Anton Hagman                      | „Kiss You Goodbye”                                        | 6       | 1,058,232     | 7,8%     | 37       | 43    | 10      |
| 7    | Mariette                          | „A Million Years”                                         | 62      | 1,068,531     | 7,9%     | 37       | 99    | 4       |
| 8    | FO&O                              | „Gotta Thing About You”                                   | 7       | 962,987       | 7,1%     | 34       | 41    | 11      |
| 9    | Nano                              | „Hold On”                                                 | 76      | 1,627,843     | 11,9%    | 57       | 133   | 2       |
| 10   | Wiktoria                          | „As I Lay Me Down”                                        | 29      | 1,474,526     | 10,9%    | 51       | 80    | 6       |
| 11   | Benjamin Ingrosso                 | „Good Lovin’"                                             | 54      | 961,104       | 7,1%     | 33       | 87    | 5       |
| 12   | Owe Thörnqvist                    | „Boogieman Blues"                                         | 1       | 910,160       | 6,7%     | 32       | 33    | 12      |

| Głosy jurorów | Głosy jurorów                                             | Głosy jurorów | Głosy jurorów | Głosy jurorów   | Głosy jurorów | Głosy jurorów | Głosy jurorów | Głosy jurorów | Głosy jurorów | Głosy jurorów | Głosy jurorów | Głosy jurorów | Głosy jurorów |
| L.p. | Piosenka                                                  | Armenia       | Australia     | Wielka Brytania | Francja       | Izrael        | Włochy        | Malta         | Norwegia      | Polska        | Czechy        | Ukraina       | Suma          |
| --- | --------------------------------------------------------- | ------------- | ------------- | --------------- | ------------- | ------------- | ------------- | ------------- | ------------- | ------------- | ------------- | ------------- | ------------- |
| 1 | „Wild Child”                                              | 1             | 2             | 12              | 2             | 2             | 6             | 10            |               |               |               |               | 35            |
| 2 | „Her Kiss”                                                | 6             | 1             |                 |               | 4             |               | 2             | 4             | 6             | 8             | 4             | 35            |
| 3 | „I Don’t Give A”                                          |               |               |                 | 1             |               |               |               | 1             |               | 12            | 2             | 16            |
| 4 | „I Can’t Go On”                                           | 8             | 10            | 4               | 10            | 12            | 8             | 8             | 12            | 12            | 4             | 8             | 96            |
| 5 | „En värld full av strider (Eatneme gusnie jeenh dåaroeh)” | 2             | 8             | 2               | 8             |               | 12            |               | 2             | 10            |               | 12            | 56            |
| 6 | „Kiss You Goodbye”                                        |               |               |                 |               | 1             | 2             |               |               | 2             | 1             |               | 6             |
| 7 | „A Million Years”                                         | 12            | 6             |                 | 12            | 8             | 10            | 6             |               |               | 2             | 6             | 62            |
| 8 | „Gotta Thing About You”                                   |               |               | 1               |               | 6             |               |               |               |               |               |               | 7             |
| 9 | „Hold On”                                                 | 10            | 4             | 10              | 4             |               | 4             | 12            | 8             | 4             | 10            | 10            | 76            |
| 10 | „As I Lay Me Down”                                        | 4             |               | 8               | 6             |               |               | 4             | 6             |               |               | 1             | 29            |
| 11 | „Good Lovin’”                                             |               | 12            | 6               |               | 10            | 1             | 1             | 10            | 8             | 6             |               | 54            |
| 12 | „Boogieman Blues”                                         |               |               |                 |               |               |               |               |               | 1             |               |               | 1             |
| Członkowie międzynarodowej komisji jurorskiej |                                                           |               |               |                 |               |               |               |               |               |               |               |               |               |
| - – Iweta Mukuczian - – Stephanie Werret - – Simon Proctor - – Edoardo Grassi - – Tali Eshkoli - – Nicola Caligiore - – Gordon Bonello - – Anette Lauenborg Waaler - – Mateusz Grzesiński - – Jan Bors - – Wiktorija Romanowa |                                                           |               |               |                 |               |               |               |               |               |               |               |               |               |

Legenda:
     Zdobywca pierwszego miejsca
     Zdobywca drugiego miejsca
     Zdobywca trzeciego miejsca